# Kvarteret Italien större

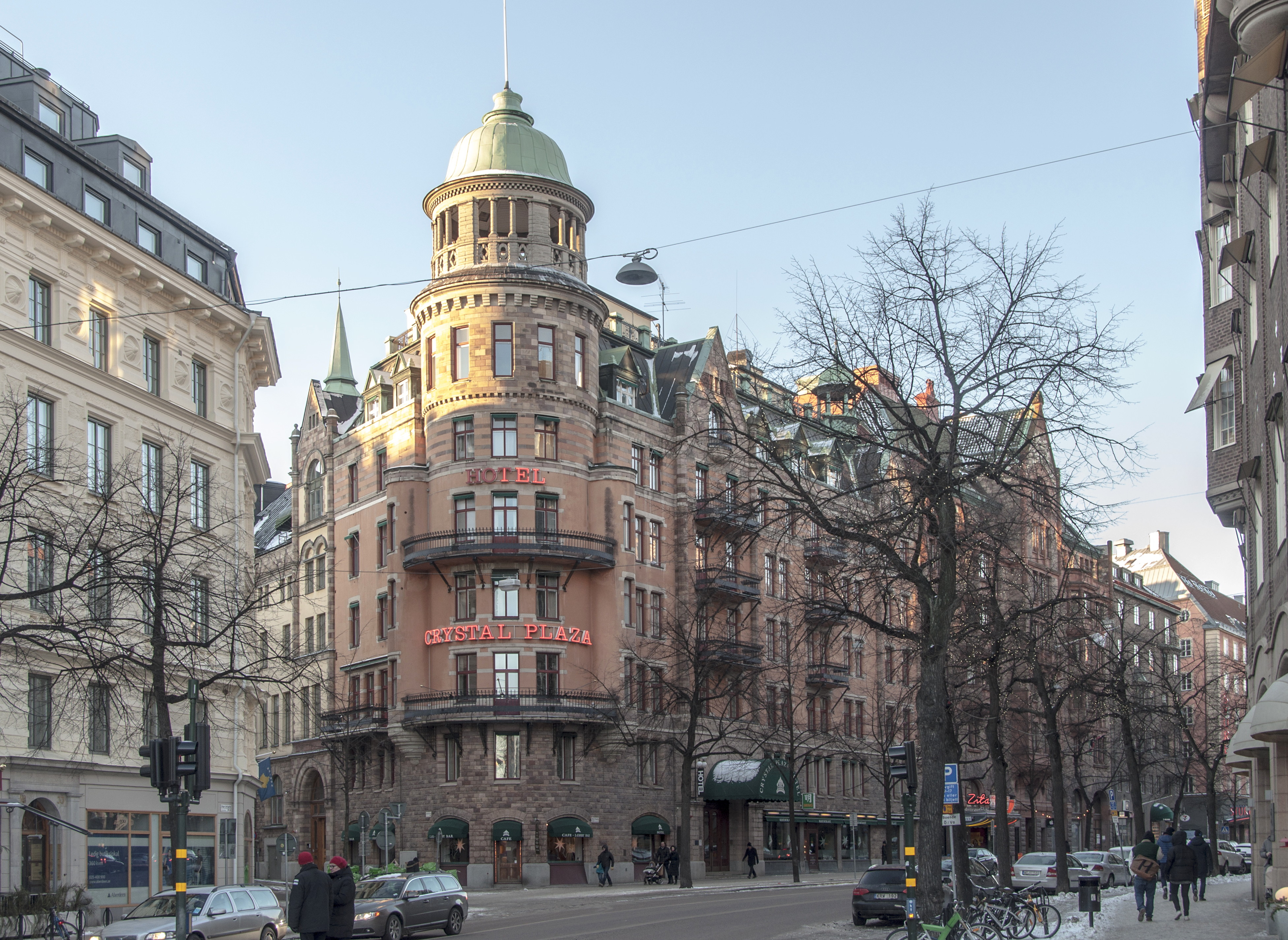
Kvarteret söderifrån med fastigheten Italien större 14 mitt i bild (nuvarande Hotel Crystal Plaza), januari 2013.

Kvarteret Italien större ligger på Norrmalm i Stockholm. Kvarteret har formen av en trapets och begränsas i öster av Birger Jarlsgatan, i söder av Snickarbacken, i väster av Regeringsgatan och i norr av Jutas backe. Kvarteret består av nio fastigheter: Italien större 3, 5, 6, 8, 9, 10, 12, 14 och 16. 

## Historik
Dagens kvarteret Italien större bestod ursprungligen av Italien större och Italien mindre. De slogs ihop i slutet av 1800-talet när området stadsplanerades och Birger Jarlsgatan, Stockholms nya paradgata, drogs fram här och ersatte den tidigare Stora Träskgatan. 
Kvartersnamnet är känt sedan 1600-talets mitt och var då Italienaren eller Italianen. Bakgrunden till namnet kan vara en person med italiensk härstamning som varit bosatt i trakten. Enligt Björn Hasselblad (Stockholmskvarter) kan namnet Italianen även syfta på en speciell takform, en variant av säteritaket, som på 1600-talet kallades just italianen. 
På Petrus Tillaeus karta från 1733 fick kvarteren benämningen Italien den Större (XXXIX) och Italien den Mindre (XXXVIII). Norr om den gick Italij gränd (dagens Jutas backe) och mellan dem fanns Smala gränd som fortfarande kvarstår i kvarteret söder om Snickarbacken. Öster om Italien större och mindre rann på Tillaei tid fortfarande Rännilen förbi. Här löpte även gränsen mellan Norrmalm och Ladugårdslandet och direkt öster om den stod två väderkvarnar: Lilla Träskan och Stora Träskan.

Kvarteret genom tiden
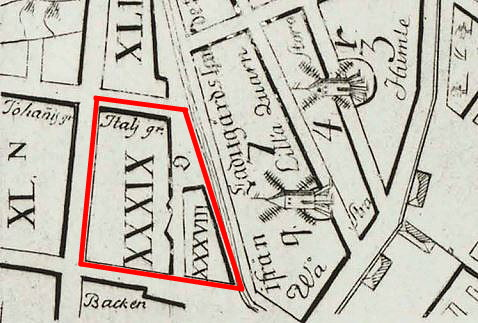
1733
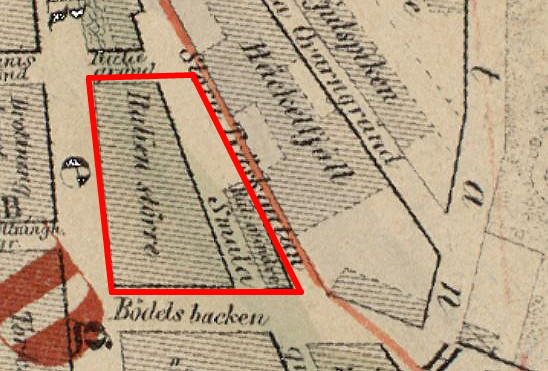
1785
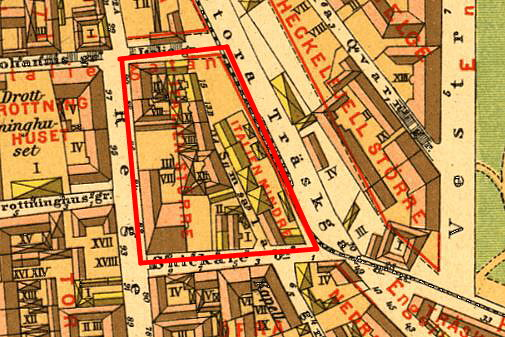
1885
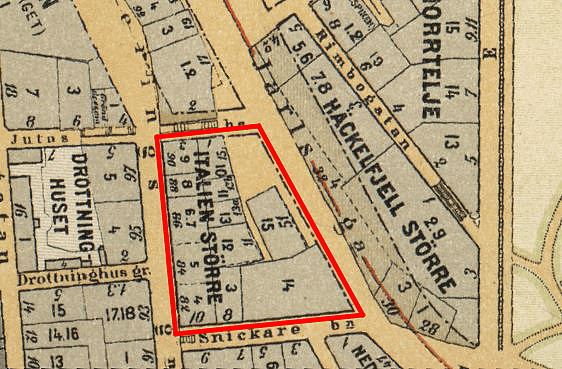
1909
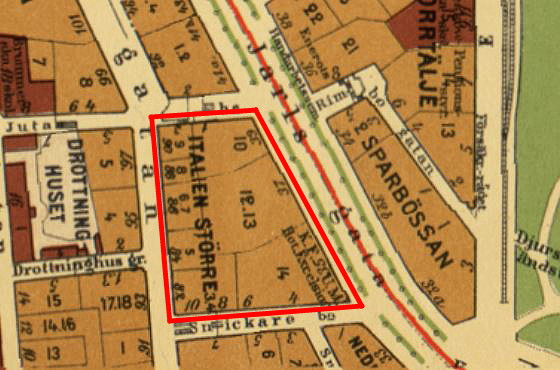
1930

## Bebyggelsen

### Allmänt

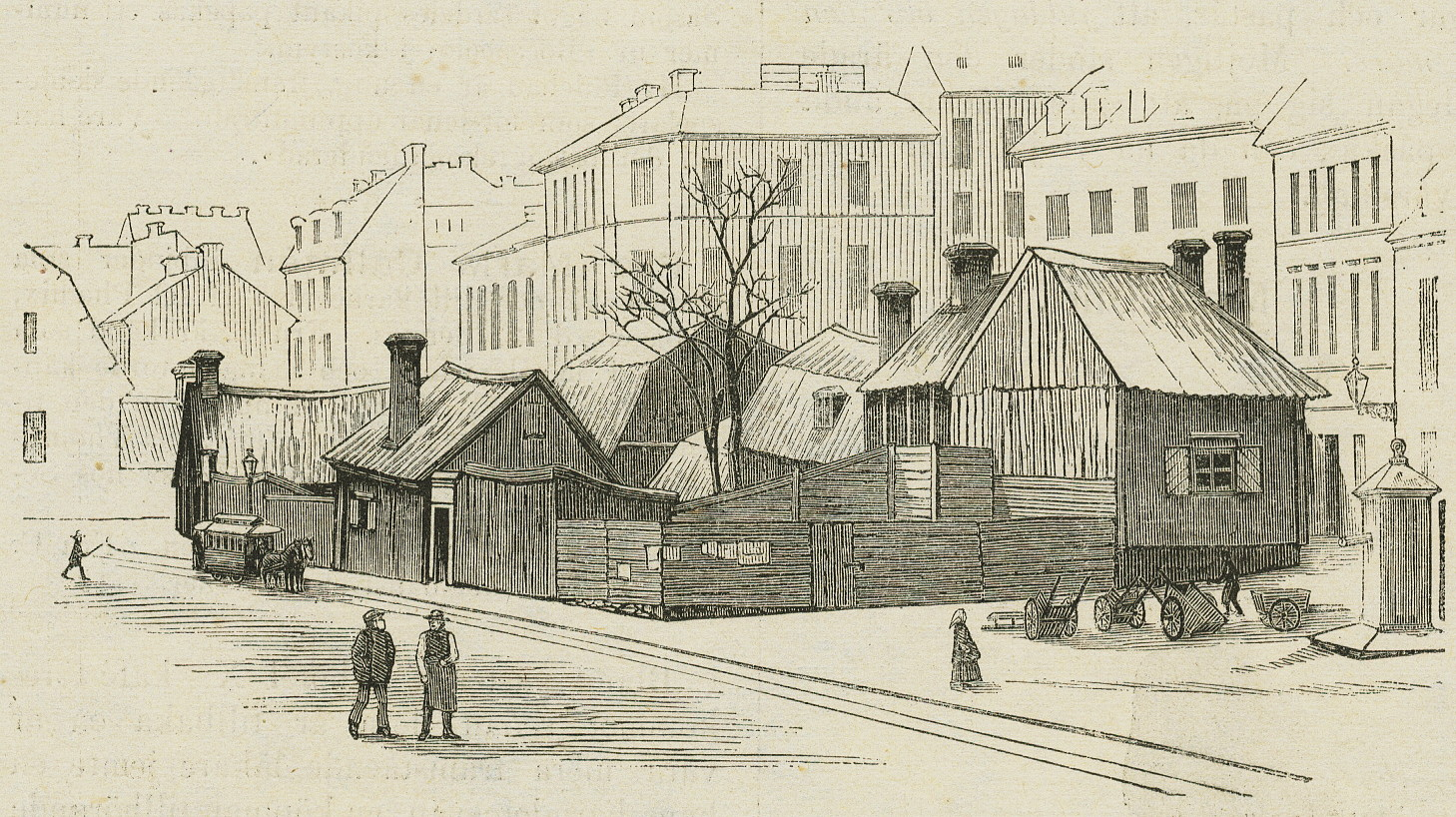
"Lilla Italien" 1890-talet, vy söderut.
Prunkar ej med marmorpalats.

Området var en av Stockholms utkanter, beläget i Brunkebergsåsens östra sluttning och bebyggt med enkla träkåkar av delvis tillfällig karaktär. Kvarteret inköptes av Stockholms stad eftersom Birger Jarlsgatan planlades här på 1870-talet. På en samtida skämtteckning framgår den fallfärdiga bebyggelsen i kvarteret Italien mindre, i folkmun även kallad ”Lilla Italien”. Den något ironiska bildtexten löd: Man kan just ej säga, att "Lilla Italien" prunkar med marmorpalats. Kåkarna revs, Italien större och mindre slogs ihop och började bebyggas med påkostade stenhus. 
Äldsta bevarade byggnaden i kvarteret är Italien större 9 som härrör från 1864. Största tomten, Italien större 14, förvärvades av Kristliga Föreningen av Unga Män (KFUM) som lät bygga sitt föreningshus och Hotell Excelsior (färdig 1898 respektive 1910). Tre fastigheter (8, 12, 14)  anses av Stadsmuseet i Stockholm representerar "synnerligen höga kulturhistoriska värden" och är blåmärkta. Fem fastigheter (3, 5, 6, 9, 16) är grönmärkta vilket innebär "särskilt värdefull från historisk, kulturhistorisk, miljömässig eller konstnärlig synpunkt".

### Fastigheter (urval)

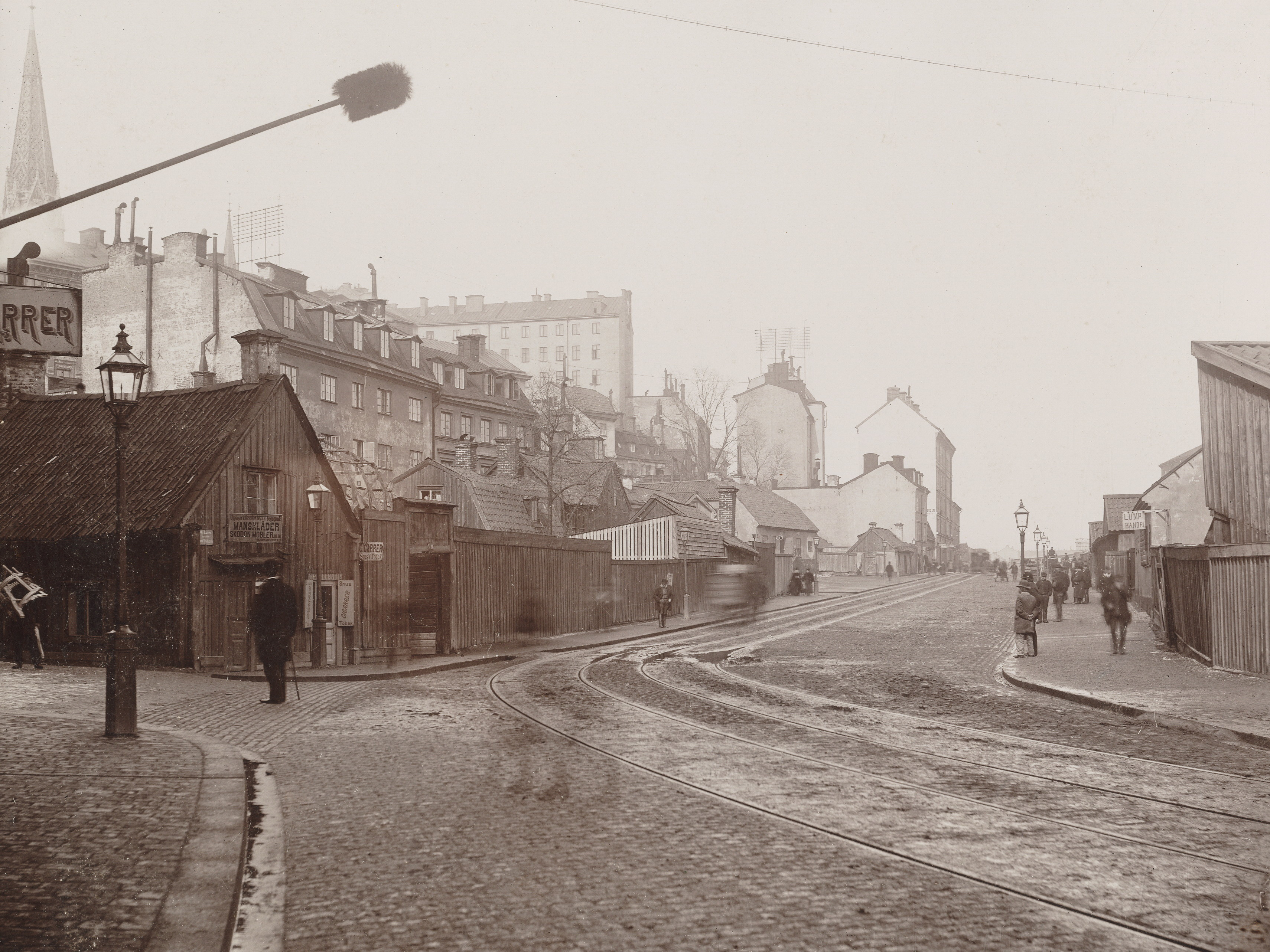
Italien mindre, Stora Träskgatan, 1895.

- Italien större 3 (Regeringsgatan 82, Snickarbacken 8-10): uppfört 1905-1907 efter ritningar av arkitektkontoret Dorph & Höög, som själva inrättade sig i ateljévåningarna i byggnaderna.[2][3] Byggnaden kallades även ”Kvinnohuset”, 1979 flyttade Lesbisk Front, Grupp 8 och Kvinnobulletinen hit.[4] Grönmärkt av Stadsmuseet.
- Italien större 8 (Regeringsgatan 88): uppfört 1905-1907 efter ritningar av arkitekt Georg A. Nilsson, som även var byggherre, därför också kallat G A Nilssons hus. Ivar Nyqvist var husets konstruktör och byggmästare.[5] Det smala bostadshuset utmärker sig genom släta putsfasader, burspråk i järn och glas och en indragen ateljévåning med en balkong med rundjärnräcke. Formspråket påminner om tidig funktionalism. Blåmärkt av Stadsmuseet.
- Italien större 9 (Regeringsgatan 90, Jutas backe 3): kvarterets äldsta hus, uppfört 1864, arkitekt okänd.[6] Grönmärkt av Stadsmuseet.
- Italien större 10 (Birger Jarlsgatan 39, Jutas backe 1): kvarterets nyaste hus, uppfört 1917-1918 efter ritningar av arkitekt Arvid Sjöqvist, Olof Mårtensson var både byggherre och byggmästare.[7]
- Italien större 12 (Birger Jarlsgatan 37): uppfört 1910-1912 efter ritningar av arkitektkontoret Hagström & Ekman. Byggherre och byggmästare var Carl Gustaf Ohlsson. Gatufasaden är klädd i granit, kalksten och röd sandsten och domineras av två höga burspråk samt en kraftfull frontespis med fronton ovanför taklisten. I bottenvåningen ligger biograf Zita, Stockholms äldsta i drift varande biograf på samma plats.[8] Blåmärkt av Stadsmuseet.
- Italien större 14 (Birger Jarlsgatan 35): uppfört 1907-1910 efter ritningar av Carl Alfred Danielsson-Bååk. Byggherre var KFUM, ursprungligen föreningens Hotell Excelsior, sedan 1990-talet Crystal Plaza Hotel.[9] Blåmärkt av Stadsmuseet.
- Italien större 16 (Snickarbacken 2-4): uppfört 1897-1898 efter ritningar av arkitekt Johan Laurentz. Byggherre var KFUM, ursprungligen deras föreningshus (se även Italien större 14). Sedan 1970 finns här Finlandshuset med Finlandsinstitutet.[10] Grönmärkt av Stadsmuseet.

Byggnader (urval)
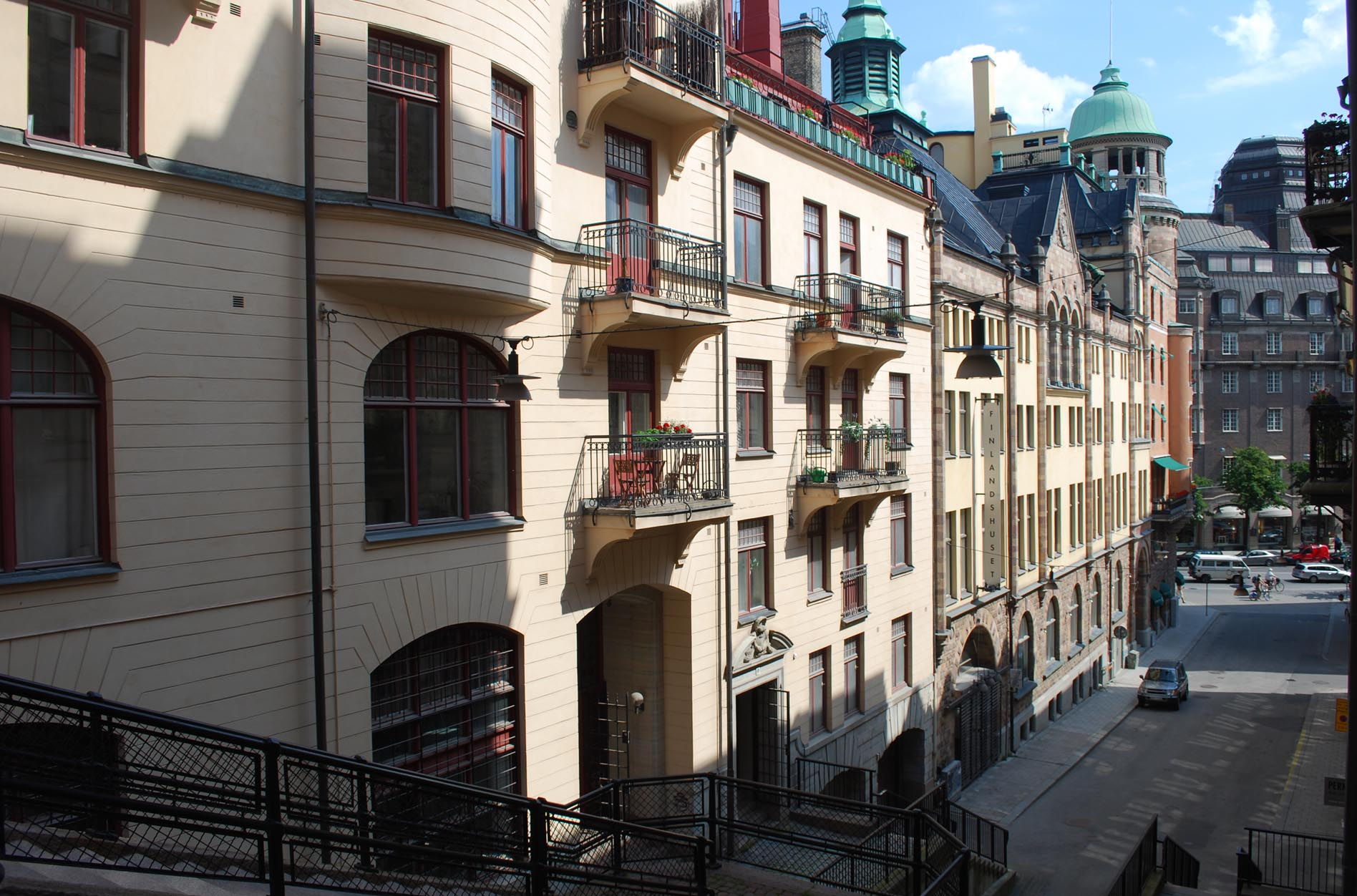
Italien större 3 (närmast), 16 och 14, sett från Regeringsgatan / Snickarbacken.
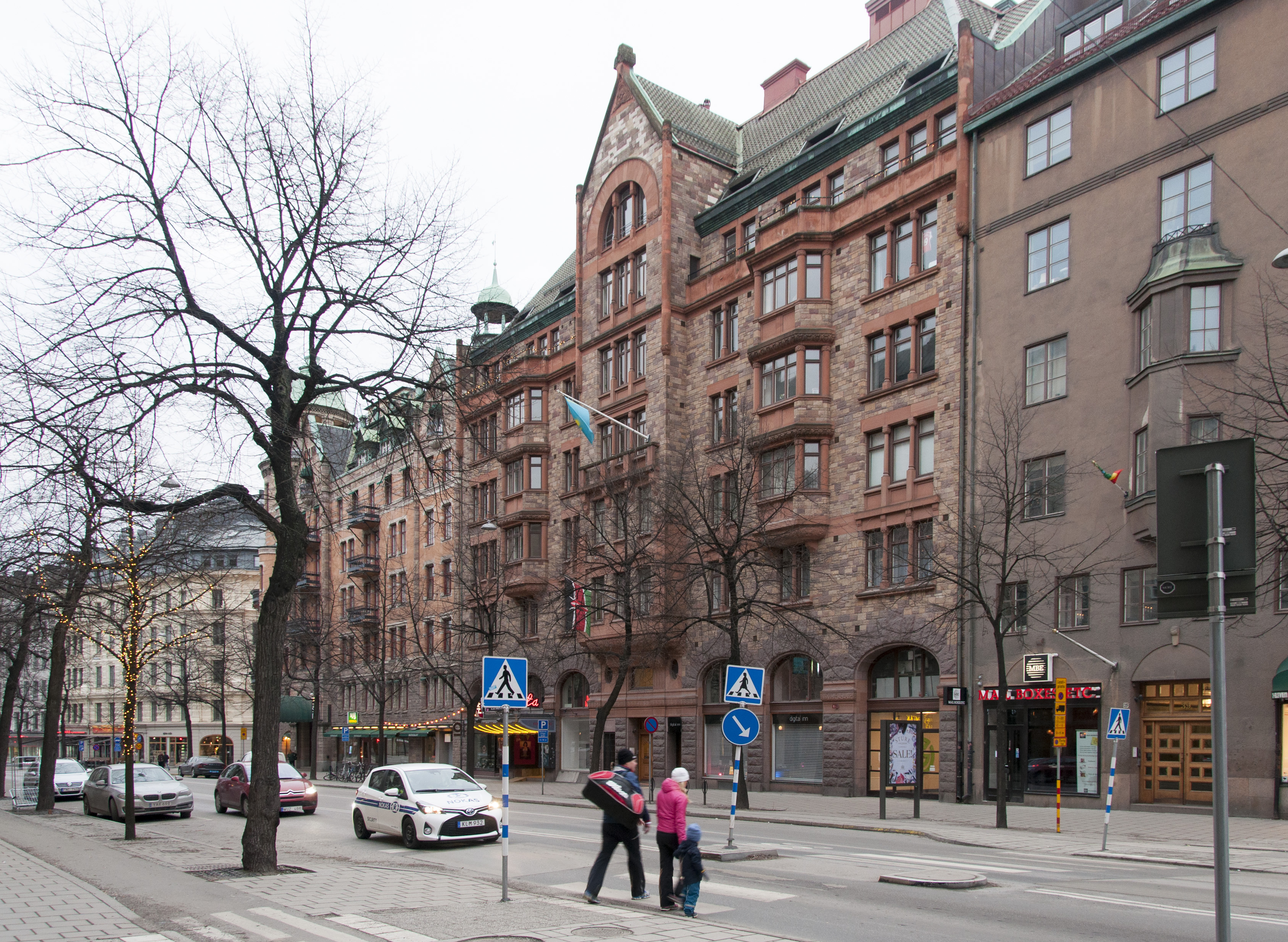
Italien större 12 sett från Birger Jarlsgatan.
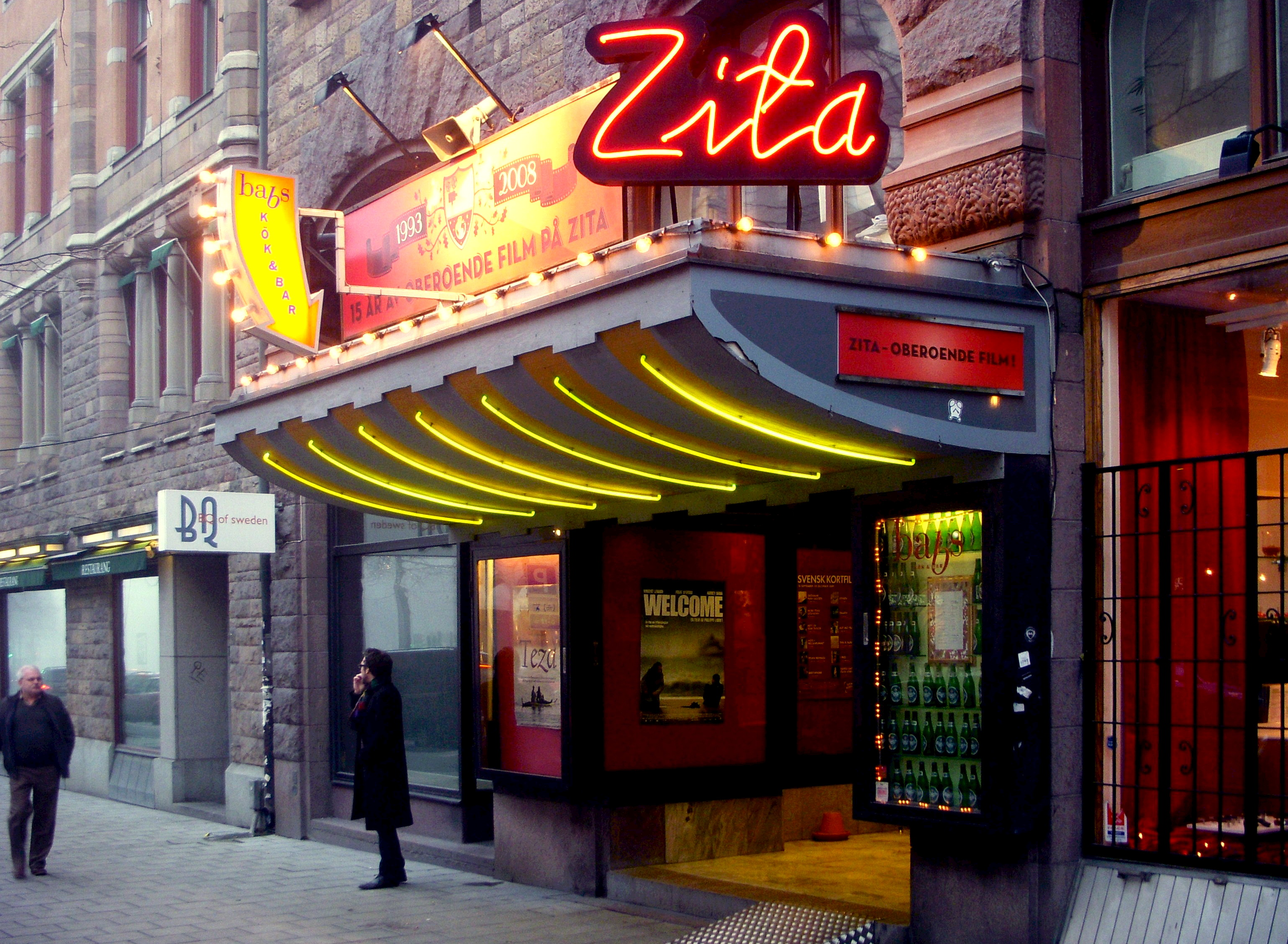
Italien större 12, Biograf Zita.
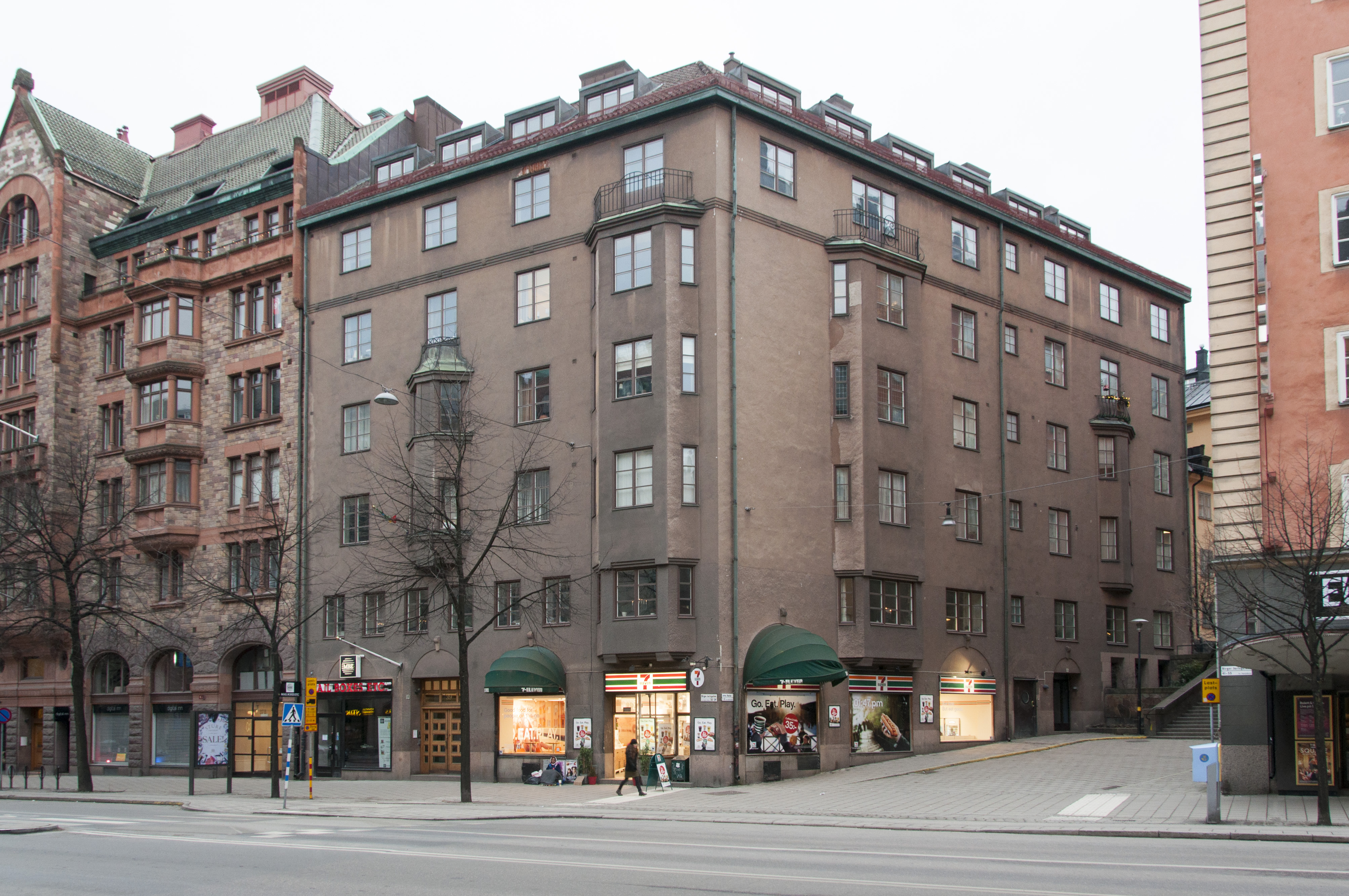
Italien större 10,  Birger Jarlsgatan / Jutas backe.
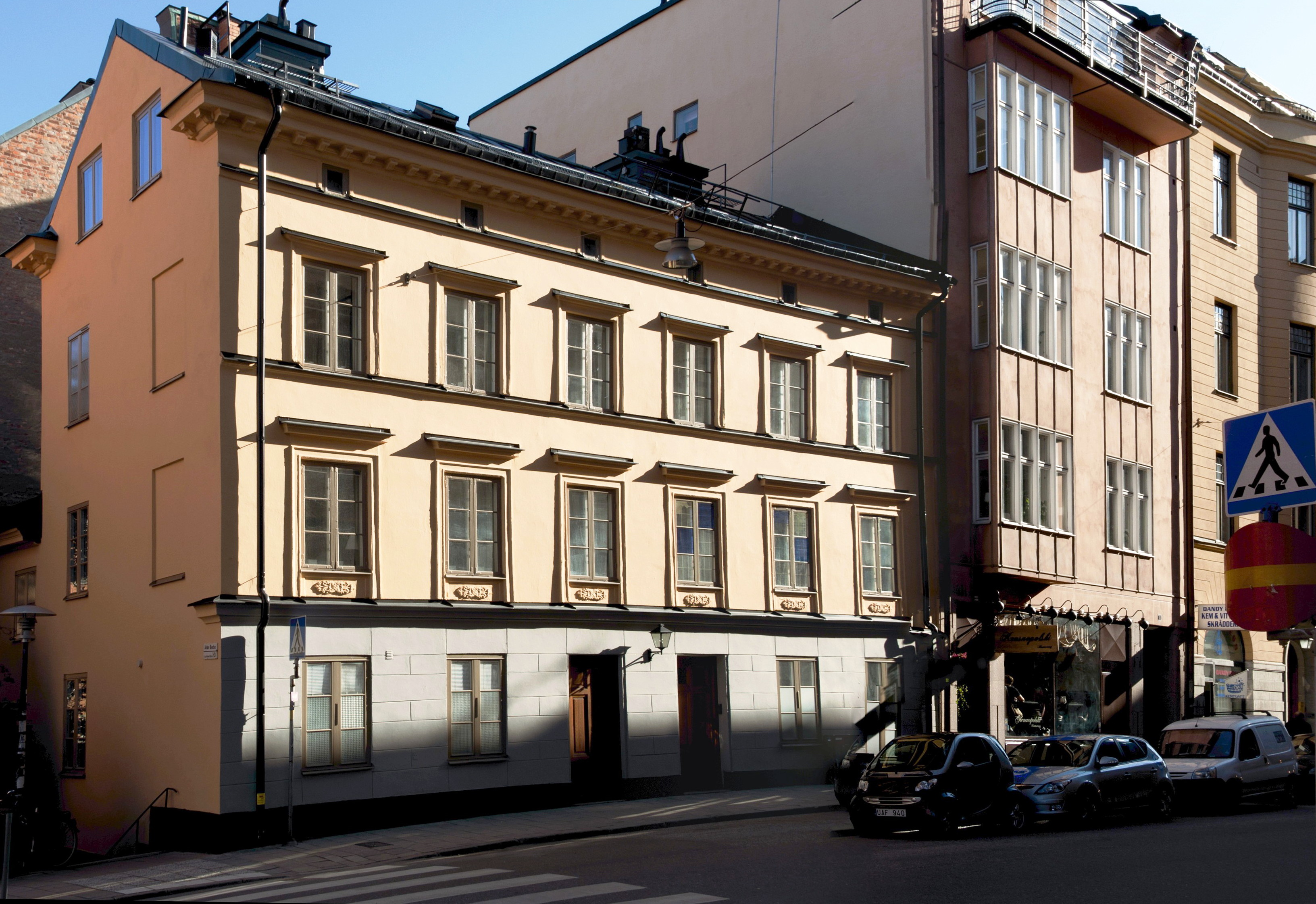
Italien större 9 (t.v.) och 8, Regeringsgatan.